# Istituto di Gorée
Il Gorée Institute (Istituto di Gorée) è un'organizzazione indipendente d'interesse pubblico con sede sull'isola di Gorée di fronte a Dakar in Senegal creato nel 1992 sotto il patronato del presidente Abdou Diouf.
L'istituto nasce con lo scopo di promuovere la riflessione critica, la cultura, l'apertura dell'Africa agli scambi e alla cooperazione attiva, il dinamismo sociale, la creazione di nuove istituzioni, l'accesso alla tecnologia, la ricerca e lo sviluppo della comunità dell'Isola di Gorée. L'Istituto organizza conferenze, offre consulenza e ospita esposizioni. 
Durante la Biennale di Dakar del 2000 l'Istituto presenta le sue attività in uno stand del MAPA ed è la sede del Laboratorio di Giornalismo Culturale, che pubblica il quotidiano della Biennale. Nel 2002 il Gorée Institut organizza la conferenza dibattito sulle Biennali Internazionali (a cura di Koyo Kouoh) e ospita sull'Isola un'esposizione (con Breyten Breytenback, Kan Sy e Fallou Dolly), un concerto del Quartetto Paul van Kemenade (organizzato dall'Ambasciata dei Paesi Bassi) e un laboratorio per artisti (sempre a cura di Koyo Kouoh). Marie-José Crespin – presidente del Comitato Scientifico della Biennale del 2002 – è inoltre membro dell'Istituto di Gorée.
- Gorée Institute: Promoting Self-reliant and Open Societies in Africa, Goree Institut, 1994.
- Goree Institute Annual Report: Overview and Outline of Activities, Goree Institute (GI), 1997
- Access: The Goree Institute Quarterly Report, Goree Institute (GI), 1999.
- Goree Institute Brochure: Centre for Democracy, Development and Culture in Africa.